# Метью Мак-Ґрорі
Метью Мак-Ґрорі (17 травня 1973 , Вест-Честер, Пенсільванія, США  — 9 серпня 2005 , Лос-Анджелес, Каліфорнія, США ) — американський актор. Був визнаний найвищим актором в Книзі рекордів Гіннеса зі зростом 2.29 м. Протягом усієї кар'єри він грав ролі імпозантних персонажів, найвідоміші серед них — Тайні Фаєрфлай у фільмах жахів «Будинок 1000 трупів» (2003) і «Вигнані дияволом» (2005), і Карла-велетня у фантастичній комедії-драмі «Велика риба» (2003). Мак-Ґрорі також потрапив до Книги рекордів Гіннеса за найбільшу стопу та найдовший палець на нозі.

## Раннє життя
Мак-Ґрорі народився в Вест-Честері, штат Пенсільванія, в сім'ї Морін, домогосподарки, і Вільяма, бухгалтера. Його надзвичайний зріст викликаний надлишком гормону росту має назву акромегалія. Вивчав юридичну освіту в Університеті Віденера і кримінальне правосуддя в Університеті Вест-Честера. Мак-Ґрорі виріс до 2.29 метрів (7.6 футів) і мав взуття 75 розміру (29.5 дюйма). На той момент, коли він закінчив дитячий садок, був понад 1,5 м (5 футів).

## Кар'єра
Починаючи з грудня 1996 року, високий зріст Мак-Ґрорі призвів до його появи на «Шоу Говарда Стерна» як учасника Stern's Wack Pack. Він також з'являвся в денному ток-шоу Опри Вінфрі та в музичних відео, включаючи «The Wicker Man» Iron Maiden і «Coma White» (1999) Мериліна Менсона (і God Is in the T.V., обкладинка VHS). Його також можна побачити у відео Blondie на їхній хіт 2003 року «Good Boys».
Завдяки своєму зросту та глибокому голосу його дуже хотіли бачити на екранах в ролі велетня– він грав його у таких фільмах, як «Bubble Boy» (2001), «Велика Риба» (2003), «Будинок 1000 трупів» (2003) та «Вигнані дияволом» (2005). Був гостем у таких телевізійних проєктах як «Малькольма у центрі уваги», "Усі жінки — відьми " та «Карнавалі».

## Смерть
9 серпня 2005 року, живучи в Шерман-Оукс, штат Каліфорнія, зі своєю дівчиною Мелісою, Мак-Ґрорі помер у віці 32 років від застійної серцевої недостатності.
Пам'яті Мак-Ґрорі був присвячений фільм Роба Зомбі «Вигнані дияволом».

## Фільмографія
| Рік          | Назва                    | Роль                      | Примітки                                                 |
| ------------ | ------------------------ | ------------------------- | -------------------------------------------------------- |
| 1999 рік     | Кома Біла                | Похмурий                  | Marilyn Manson — Coma White (офіційне музичне відео)     |
| 2000 рік     | Мертві ненавидять живих! | Похмурий                  |                                                          |
| 2001 рік     | Bubble Boy               | Людський Сасквотч         |                                                          |
| 2002 рік     | Люди в чорному II        | Високий інопланетянин     | Не в титрах                                              |
| 2003 рік     | Будинок 1000 трупів      | Тайні Фаєрфлай            |                                                          |
| 2003 рік     | Велика риба              | Карл Велетень             |                                                          |
| 2003–2004 рр | Зачарований              | Огр                       | 2 епізоди                                                |
| 2003-2005 рр | Карнавал                 | Велетень                  | 3 епізоди                                                |
| 2004 рік     | Планета Піттів           | Тото                      |                                                          |
| 2004 рік     | Великий час              | Річард Бландербор         |                                                          |
| 2005 рік     | Костянтин                | Демон                     | Не в титрах                                              |
| 2005 рік     | Вигнані дияволом         | Тайні Фаєрфлай            |                                                          |
| 2005 рік     | ShadowBox                | Горт Вілов                |                                                          |
| 2017 рік     | Зло всередині            | Велетень у кафе «Оверлук» | Посмертна роль, присвячена Мак-Ґрорі; знятий у 2002 році |